# Krameria lanceolata
Krameria lanceolata är en tvåhjärtbladig växtart som beskrevs av John Torrey. Krameria lanceolata ingår i släktet Krameria och familjen Krameriaceae. Inga underarter finns listade i Catalogue of Life.